# Санта-Ирия-ди-Азоя
Санта-Ири́я-ди-Азо́я (порт. Santa Iria de Azóia) — район (фрегезия) в Португалии, входит в округ Лиссабон. Является составной частью муниципалитета Лореш. Находится в составе крупной городской агломерации Большой Лиссабон. По старому административному делению входил в провинцию Эштремадура. Входит в экономико-статистический субрегион Большой Лиссабон, который входит в Лиссабонский регион. Население составляет 18 240 человек на 2011 год. Занимает площадь 7,17 км².
Покровителем района считается святая Ирина Томарская (порт. Santa Iria).

## Демография

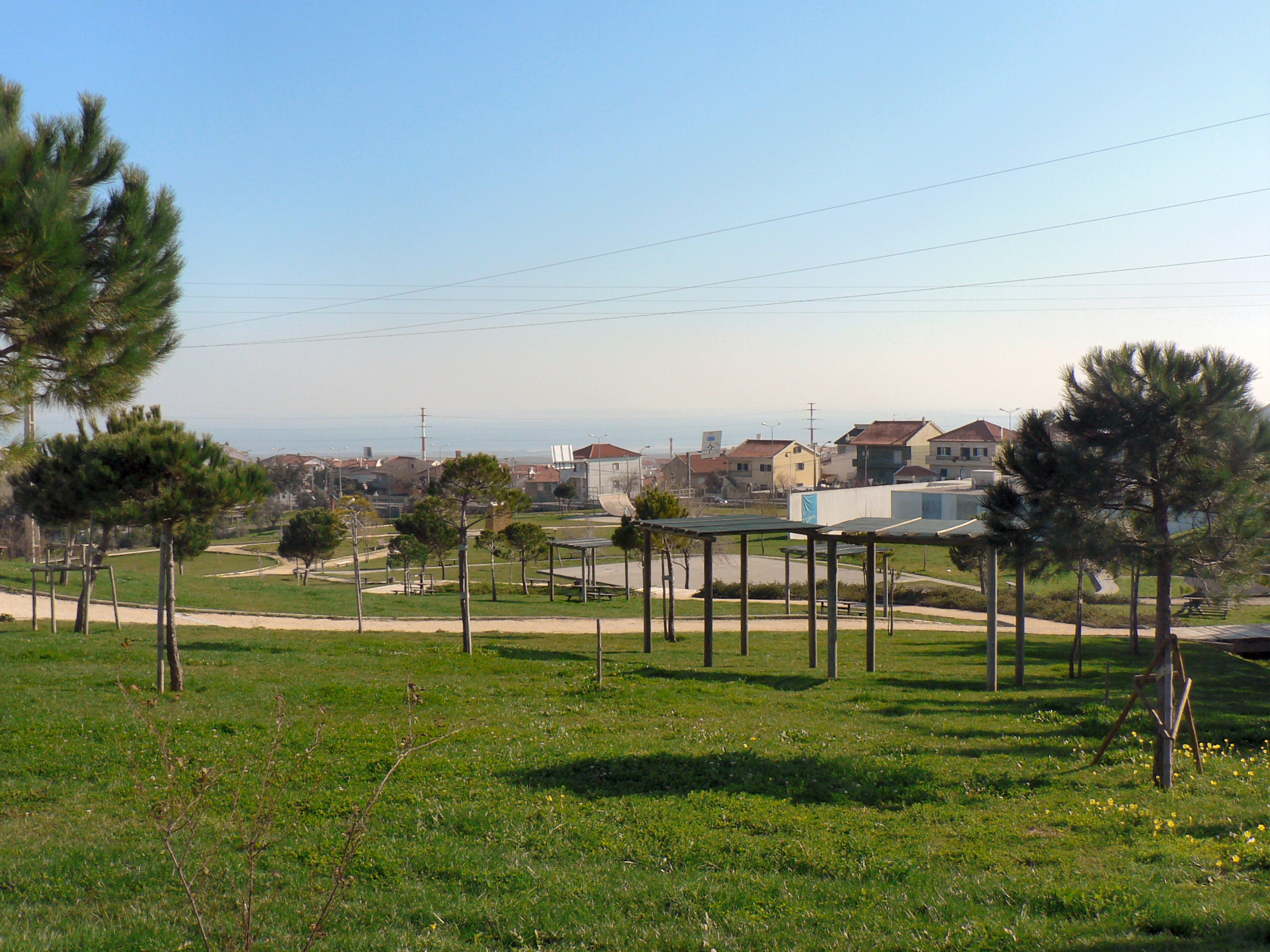

| Численность населения муниципалитета по годам | Численность населения муниципалитета по годам | Численность населения муниципалитета по годам | Численность населения муниципалитета по годам | Численность населения муниципалитета по годам | Численность населения муниципалитета по годам | Численность населения муниципалитета по годам | Численность населения муниципалитета по годам | Численность населения муниципалитета по годам | Численность населения муниципалитета по годам | Численность населения муниципалитета по годам |
| --------------------------------------------- | --------------------------------------------- | --------------------------------------------- | --------------------------------------------- | --------------------------------------------- | --------------------------------------------- | --------------------------------------------- | --------------------------------------------- | --------------------------------------------- | --------------------------------------------- | --------------------------------------------- |
| 1862                                          | 1864                                          | 1890                                          | 1900                                          | 1911                                          | 1920                                          | 1930                                          | 1940                                          | 1991                                          | 2001                                          | 2011                                          |
| 940                                           | 1 093                                         | 1 380                                         | 1 504                                         | 2 808                                         | 1 539                                         | 1 856                                         | 1 393                                         | 15 394                                        | 15 571                                        | 18 240                                        |